# Стихії (мультфільм)
«Стихії» (англ. Elemental) — американський комп'ютерно-анімаційний фільм, створений кіностудіями «Pixar» і «Walt Disney Pictures». Режисери — Пітер Сон, продюсери — Піт Доктер та Денис Рим. Мультфільм вийшов 15 червня 2023. Він став фільмом закриття Каннського кінофестивалю 2023 року.
У фільмі йдеться про місто, населене істотами-втіленнями різних стихій. Вогняна стихія Теплинка прагне допомогти своїм батькам, взявши керування родинною крамницею. Але через її запальний характер крамниці загрожує закриття. Теплинка знайомиться з водяним стихіалом Плином і обоє, хоча вони практично в усьому протилежні, знаходять спосіб поєднати своєї зусилля задля спільного блага.

## Сюжет
Елементи вогненної стихії Ашфа та Сіндер (при реєстрації їх записують як Палило та Жарина) припливають у човні до Стихієва, міста, в якому проживають представники різних природних стихій. Намагаючись знайти собі будинок, вони скрізь отримують відмову від інших стихій, адже всі вважають, що вогонь — лише джерело проблем. Переселенці знаходять покинутий будинок, де народжується їхня дочка Теплинка Люмен. Бувши хранителем Блакитного полум'я, що підтримує вогнище та традиції вогняного племені, Палило засновує крамницю продуктів для вогняних елементів під назвою «Домашнє вогнище». Крамниця приваблює безліч вогненних стихій, і поступово навколо облаштовується місто «Ватрівка», в якому мешкають лише елементи вогню.
Теплинка працює кур'єром і мріє взяти на себе управління сімейним бізнесом, коли її батько піде на пенсію. Проте на заваді цьому стає її запальність під час роботи з клієнтами. Теплинка не згідна з примхами покупців і батько вчить дочку бути більш терплячою. Ашфа дає їй можливість взяти управління над розпродажем одного дня, проте в процесі напливу покупців, Теплинка гнівається і тікає до підвалу. Її жар нагріває водопровідну трубу, яка затоплює підвал. Теплинка закриває пробоїну, але в підвал із труби проникає інспектор водної стихії на ім'я Плин Ріппл. Він виписує крамниці штраф за відсутність міцності труб та ліцензії на будівництво. Плин загрожує Теплинці закриттям крамниці, а потім тікає. Теплинка намагається його наздогнати, проте Плин її обганяє та відправляє звіт до мерії своєї начальниці, представниці повітряної стихії, Циклонії Кумулус. Дізнавшись, що батько Теплинки дорожить крамницею та довіряє Теплинці, Плин відводить Теплинку на гру повітряних стихій, щоб зустріти Циклонію. На грі вони спочатку сваряться, проте потім Плин, намагаючись підтримати одного з гравців, заводить весь стадіон, і команда Циклонії виграє. Циклонія дає Теплинці та Плину час на виявлення витоку, і у разі успіху не штрафуватиме крамницю. Повернувшись додому, Теплинка обіцяє батькам, що з крамницею та Блакитним полум'ям усе буде гаразд.
Заручившись допомогою Плина, Теплинка знаходить пробоїну на воротах греблі. Раптом корабель, який пропливав повз, створює хвилю, вода починає прибувати в дамбу, і Теплинка разом з Плином закривають прохід мішками з піском.
Плин та Теплинка проводять час разом у місті, більше дізнаються один про одного і поступово закохуються. Плин припускає, що запальність Теплинки походить з якогось іншого бажання, окрім як заволодіти сімейною крамницею, але Теплинка заперечує це. Тим часом Жарина підозрює, що Теплинка із кимось зустрічається, і стежить за нею, дивуючись її захопленню представником водної стихії. Теплинка відвідує сім'ю Плина в розкішній квартирі, де за допомогою вогню сплавляє докупи розбитий скляний глечик, чим справляє враження на всю родину Плина і мати Плина рекомендує Теплинку на стажування зі склоробства. Вона також грає в гру з плачем, де Плин успішно доводить її до сліз, коли зізнається, що має до неї почуття. Теплинка використовує свої здібності до склоробства, щоб перетворити мішки з піском на греблі в скло. Це отримує схвалення в Циклонії, що рятує крамницю від закриття. Жарина наздоганяє пару і оголошує їм, що вони несумісні за природою, показуючи це на свічці, яку може запалити лише елемент вогню. Плин за допомогою концентрації в собі світла від полум'я Теплинки запалює свічку, чим дивує Жарину.
Палило оголошує про намір піти на пенсію і передати крамницю Теплинці. Він розповідає дочці, як, покидаючи батьківщину, вклонився батькові, але той відмовився у відповідь кланятися. Плин відвозить Теплинку на покинутий Центральний вокзал, щоб вона побачила квіти Вівістерії, які їй не давали побачити у дитинстві. Оскільки станцію тепер затоплено, Циклонія створює для Теплинки повітряну кулю, а Плин штовхає її під водою через станцію. Вибравшись на поверхню, Плин і Теплинка виявляють, що можуть торкатися один одного без шкоди для здоров'я, і поділяють романтичний танець. Однак Теплинка нагадує собі про обов'язок перед батьком і про забобони її сім'ї проти водних стихій і йде, засмутивши Плина.
Коли Теплинка збирається прийняти крамницю на урочистій церемонії, з'являється Плин і освідчується їй у коханні, а також випадково повідомляє, що саме вона стала причиною поламки труб. Теплинка відкидає Плина, але її мати відчуває їхню щиру прихильність. Розчарований цими одкровеннями, Палило вирішує не йти на пенсію і відмовляє Теплинці у передачі крамниці. Нова хвиля на греблі проривається, і місто Вогненне затоплює. Після порятунку Блакитного полум'я Теплинка і Плин виявляються замкненими в кімнаті крамниці. Теплинка освідчується в коханні Плину, і він випаровується від замкнутого тепла, що походить від Теплинки. Коли повінь відступає, вбита горем Теплинка зізнається Палилу, що не хоче керувати крамницею, і що любить Плина. Однак виявляється, що Плин не загинув, а випарувався і просочився крізь кам'яну стелю. Теплинка грає в плач, щоб той знову став рідким.
Через кілька місяців Плин і Теплинка, тепер уже пара, покидають Стихіїв, щоб Теплинка могла вивчати склоробство далеко від міста. Перед тим, як сісти на корабель, Теплинка кланяється своєму батькові, який зі сльозами на очах відповідає їй тим самим, після чого вона відпливає.
В титрах розповідається про те, що в крамницю заходять купувати тепер й інші природні стихії. А Плин і Теплинка повертаються додому.

## Ролі
- Лія Льюїс — Теплинка Комин (Ембер), вогняна стихія, її описують як «жорстку, кмітливу та запальну молоду жінку».
- Мамуду Аті — Плин Плавунець (Вейд Ріпл), водна стихія, його описують як «веселого, енергійного, пливучого хлопця».
- Ронні дель Кармен — Палило Комин (Берні Люмен), батько Теплинки, чоловік Жарини і власник сімейного магазину.
- Шила Оммі — Жарина Комин (Сіндер Люмен), матір Теплинки і дружина Палила.
- Мейсон Вертхаймер — Ґрунтик (Клод), земляна стихія, молодий, розумний сусід Теплинки.
- Венді Маклендон-Кові — Циклонія (Гейл), повітряна стихія з великою особистістю та роботодавиця Вейда.
- Кетрін О'Гара — Брук Плавунець, мати Плина.
- Джо Пера — Папоротень (Ферн Граучвуд), зарослий земляний бюрократ.
- Метт Янг Кінг — Хлин Плавунець (Алан Ріпл), батько Плина.

## Прем'єра
«Стихії» дебютував поза конкурсом як фільм закриття 76-го Каннського кінофестивалю 27 травня 2023 року. після чого відбулася світова прем'єра 10 червня 2023 року на фестивалі «Трайбека». Кінотеатральний прокат фільму планується кіностудією Walt Disney Studios у США 16 червня 2023 року у форматах RealD 3D, 4DX та Dolby Cinema. В Україні прем'єра відбулася15 червня 2023 року.
Перші тридцять хвилин відзнятого матеріалу фільму було показано під час першої прес-конференції на студії 28 березня 2023 року. Критики позитивно сприйняли його за світобудову, анімацію та персонажів.
Перші двадцять хвилин фільму було попередньо показано в 3D на CinemaCon 26 квітня 2023 року. Він був позитивно сприйнятий критиками, які оцінили те, що безпосередньо у фільмі розглядаються теми расизму та ксенофобії.

## Сприйняття
Після прем'єри на Каннському кінофестивалі в травні 2023 року рання реакція в Інтернеті була загалом позитивною: фільм отримав похвалу за анімацію, сюжет, музику та побудову світу.
Середня оцінка на Rotten Tomatoes склала 74 % схвальних відгуків критиків із консенсусом: «„Стихії“ може не задовольнити так сповна, як найкращі картини Pixar, але він залишається цілісною історією, розказаною з приголомшливою візуальною майстерністю».
Metacritic присвоїв фільму середню оцінку 58 зі 100; фільм отримав «змішані або посередні відгуки».
Елісон Вілмор у «Vulture» писала: що насправді обмежує Теплинку — це почуття провини перед батьками, котрі пішли на жертви задля добробуту дочки; його вона повинна позбутися його та визнати чого вона хоче насправді. Це правильний посил, навіть якщо зважити на те, що цього насправді замало для подолання навколишньої неприязні. Фільм має примітні візуальні елементи, проте є прикладом того, що часи, коли Pixar створювали шедеври за шедеврами, вже минули. Колишній баланс між дружнім до дітей тоном і дорослими темами в «Стихіях» втрачений. Фільм зображає метафору расових розколів, не досліджуючи причини їх виникнення.
Згідно з Клариссою Лонґрей у «The Independent», режисер Пітер Сон, який народився в сім'ї корейських іммігрантів, надихався своїм дитинством. Проте фільм намагається поглянути на життя іммігрантів в Америці більш всеохопно, втрачаючи колорит. «Мова, акценти та традиції народу вогню (наприклад, їхня любов до „гарячої“ їжі) є сумішшю впливів Азії, Близького Сходу та Північної Африки і Східної Європи. Таким чином, народ води мабуть має бути бенефіціаром привілеїв: вони відносно не обтяжені життям і можуть публічно виражати свої емоції без осуду. Авдиторія може знайти деякі особисті істини тут і там. Попри те, „Стихії“ настільки неспецифічний, що здається безособовим — що, безсумнівно, суперечить власному духу Pixar».
За висновком Микити Казимирова з ITC.ua, «„Стихії“ — мультфільм, який обов'язково мав вийти. Але не через свої якісь видатні якості (їх тут майже немає), а щоб показати кризу ідей Pixar. Можливо, після неї всередині студії почнуться зміни на краще». Графіка «на вкрай високому рівні», проте сюжет шаблонний і фільм вийшов суто дитячим, без підтекстів про дорослі проблеми, якими раніше славилася Pixar.